# Уайтфилд, Беверли
Беверли Джой Уайтфилд (англ. Beverley Joy Whitfield; 15 июня 1954, Вуллонгонг, Новый Южный Уэльс — 20 августа 1996, Шелхарбор) — австралийская пловчиха, чемпионка летних Олимпийских игр 1972 года и Игр Содружества.

## Биография
Беверли Джой Уайтфилд родилась в 1954 году в Вуллонгонге. Научилась плавать в море около дома. С 11 лет занималась с тренером Терри Гатерколом. В 1970 году завоевала три золотые медали на Играх Содружества. На летних Олимпийских играх 1972 года в Мюнхене Уайтфилд победила на дистанции 200 м брассом, также заняла третье место на дистанции 100 м брассом, уступив американке Кэти Карр и представительнице СССР Галине Степановой. 8 раз побеждала на чемпионатах Австралии.
В 1975 году Уайтфилд завершила карьеру. После этого она работала в Департаменте Нового Южного Уэльса по делам молодёжи. В 1995 году она была включена в Зал славы мирового плавания. Уайтфилд скончалась после непродолжительной болезни в 1996 году на 43-м году жизни.